# Перманентный макияж
Пермане́нтный макия́ж (от лат. permanens «постоянный»), также татуаж, контурный макияж, микропигментация, дермопигментация — внедрение специального пигмента в верхние слои дермы с помощью иглы для создания стойкого рисунка на лице, чтобы подчеркнуть, выделить, скорректировать, улучшить некоторые черты лица или имитировать обычный макияж.
С помощью перманентного макияжа возможно улучшить форму бровей, губ, век, создать цветокоррекцию овала лица, имитировать румянец на щеках, осветлить тёмные круги под глазами и многое другое.
Также методика перманентного макияжа применяется для коррекции послеоперационных шрамов, камуфляжа ожогов, реконструктивных пластических операций, камуфляжа витилиго, создание рисунка в области алопеции бровей или других участков на лице и голове. Имитация сосков на женской груди после восстановления груди с помощью имплантатов после удаления молочной железы при раке молочной железы. Обычно глубина прокола составляет 0,3−0,5 мм.
Часто через месяц после первоначального нанесения перманентного макияжа проводится коррекция, так как только у 50 % клиентов достигается желаемая яркость проявления пигмента. С годами перманентный макияж тускнеет.
Согласно ряду источников перманентный макияж начал носиться в начале 1900-х годов в Великобритании, у его истоков стояли тату-мастера Сазерленд Макдональд и Джордж Барчетт. Начиная с 1920-х годов стало популярно в США.

## Чем отличается перманентный макияж от татуажа
Очень многие не знают, в чём состоит разница процедур и путают эти два понятия. Отличия перманента от татуажа состоят в применяемом оборудовании, глубине введения красящих веществ, используемом красителе и длительности эффекта.
- Татуаж делают с помощью традиционной контурной машинки, которую обычно используют для нанесения татуировок. Для растушевки губ, бровей мастер также использует и машинку для заполнения. Перманент делают аппаратом, который рисует исключительно на поверхности кожи;
- При татуаже краситель вводят глубже. Пигмент остается на уровне 1,5 мм от поверхности. При выполнении перманента мастер «забивает» красящее вещество в пространство между эпидермисом и дермой, не глубже полутора мм от поверхности;
- Материал татуажа — красители на спирту, которые проникают достаточно глубоко. Для перманента подходят вещества только на базе глицерина, которые не отличаются такой хорошей проникающей способностью;
- В этом вопросе очень многое зависит от области воздействия, глубины введения пигмента. Однако татуаж лица не зря так называется — он держится дольше перманента.

## Виды перманентного макияжа
На сегодняшний день существует два способа нанесения перманентного макияжа:
1) Аппаратный татуаж — выполняется с помощью специального аппарата, в котором иглу (или иглы различной конфигурации) приводит в движение электромотор.
Данный вид перманентного макияжа является наиболее безопасным методом коррекции бровей и выполняется в основных техниках:
1. Пудровое напыление (использование одного цвета, плавный переход от конца брови к началу).
2. Волосковая техника (комбинация нежных и темных тонов, дает визуальный 3D-объем и выгодно подчеркивает даже слишком светлые брови без ущерба натуральности).
3. Смешанная техника (включает сочетание волосковой техники и пудрового напыления)

Аппаратный татуаж является самым безопасным методом нанесения. Большинство мастеров работают данной техникой и предостерегают клиентов от ручных техник татуажа.
2) Ручной татуаж (от англ. microblading) — выполняется иглой (или иглами различной конфигурации), закрепляемой в специальную ручку-держатель — манипулу, приводится в движение рукой специалиста, путем прорисовки каждого волоска.
1. Волосковая техника нанесения — наиболее сложный вид татуажа, требующий от мастера высокого профессионального уровня. Мастер контролирует, цвет, наклон и толщину прорисованных волос. Из-за специфических особенностей кожи данная методика требует от мастера максимального сосредоточения, так-как от типа кожного покрова зависит на сколько глубоко необходимо проникать пигменту и каким должен быть уход за татуажем.
2. Теневая техника — создает эффект бархата, за счет пикселизации пигмента в кожных покровах.

Ручной волосковый метод (микроблейдинг) является более травматичным, в сравнении с аппаратным, и больше подходит для людей с азиатским типом кожи.
3) Гиперреалистичные волоски (PMU Hyperrealism Hairstrokes)): Эта техника сочетает в себе аппаратный и ручной методы для создания ультра-реалистичных волосков. Используется несколько оттенков и направлений штрихов для создания объёма и текстуры, что делает брови максимально натуральными. Техника требует высокого мастерства и внимания к деталям, обеспечивая долгосрочный эффект.

## Пигменты для перманентного макияжа
Пигменты для перманентного макияжа — это красители, предназначенные для введения в верхние слои дермы человека для коррекции врожденных пороков кожи или предоставления дополнительной красоты. Цвет вводится с помощью специальной иглы, вставленной в роторную или индукционную машинку. Такая процедура называется перманентный макияж и подходит он для бровей, для век, для губ и даже для ареолы. Также существует ручная техника введения краски в кожу, называется она — микроблейдинг. Такая процедура является более травматичной, в сравнении с аппаратной, и больше подходит для людей с азиатским типом кожи. Краска для перманентного татуажа имеет густую, кремообразную консистенцию и мягко воздействует на кожу, не вызывая раздражения. Уникальная формула вещества гарантирует высокую устойчивость раствора в течение длительного времени после введения его в слой кожи.